# Afera naszyjnikowa

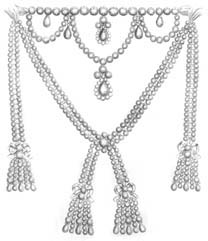
Przypuszczalny wygląd naszyjnika

Afera naszyjnikowa (fr. affaire du collier de la reine) – skandaliczne oszustwo dokonane u schyłku XVIII wieku we Francji, wymierzone w autorytet Marii Antoniny, królowej Francji.

## Nastroje we Francji
We Francji w latach 70. i 80. XVIII wieku wzmagała się nieustannie pauperyzacja ludności, głównie na skutek szybko rosnących obciążeń podatkowych. Nie płacili podatków tylko magnaci, arystokracja i purpuraci kościelni. Rósł też deficyt skarbu królewskiego, bo wydatki dworu monarchy pochłaniały 10 procent budżetu państwa.
Dla uspokojenia narastającej determinacji i gniewu ludu konieczne było znalezienie winnego za ten stan rzeczy. Król – dobrotliwy i ugodowy, próbujący zaprowadzić jakieś reformy – na takiego kozła ofiarnego się nie nadawał, w przeciwieństwie do królowej, cudzoziemki otoczonej przepychem. Ją więc oskarżano w licznych pamfletach o rozwiązłość, wiarołomstwo, spiski i trwonienie majątku państwowego. Oliwy do ognia dolała afera naszyjnikowa, będąca oszustwem przeprowadzonym w imieniu królowej – lecz bez jej wiedzy i udziału. Dwoje oszustów: hrabina de La Motte (Joanna de Saint-Rémy) wraz z mężem (Nicolas de La Motte) wykorzystało naiwność kardynała de Rohan, zabiegającego o względy królowej. Przedmiotem oszustwa był naszyjnik uchodzący w tamtych czasach za najdroższy, zwany także „klejnotem dla królów”, oferowany przez dwóch zamożnych jubilerów.

## Przebieg afery

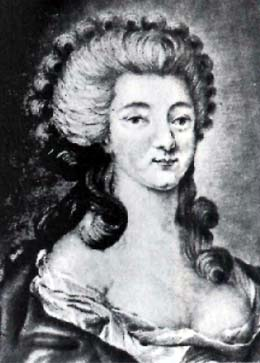
Hrabina de la Motte

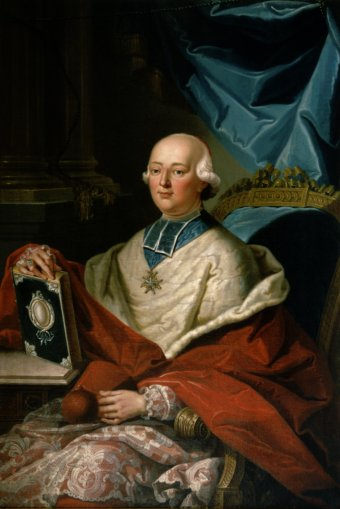
Kardynał de Rohan

Hrabina de la Motte zaproponowała kardynałowi de Rohan pośrednictwo w zakupie dla królowej drogocennego naszyjnika, wykonanego uprzednio dla pani du Barry. Podobno sama królowa nie mogła dokonać transakcji ze względu na sprzeciw męża. Kardynał zgodził się i wynegocjował z jubilerami umowę na sprzedaż królowej naszyjnika za 1,4 mln liwrów, płatnych w czterech półrocznych ratach. Hrabina podrobiła podpis królowej na umowie, kardynał przekazał naszyjnik hrabinie, a ona na jego oczach umówionemu, rzekomemu posłańcowi królowej. Gdy minął termin płatności pierwszej raty, jubilerzy zwrócili się do Marii Antoniny z prośbą o zapłatę należności, jednakże królowa zbagatelizowała zaistniałą sytuację.
Po miesiącu nastąpiła przed Ludwikiem XVI konfrontacja jego małżonki, bankierów i kardynała de Rohan, który przedstawił królowi umowę z rzekomym podpisem królowej: Marie Antoinette de France. Okazało się, że umowa została podpisana innym charakterem pisma niż pismo królowej. Oszustka nie wiedziała również o tym, że Maria Antonina mogłaby używać w podpisie tylko de Lorraine d’Autriche, a nie de France. Oszustwo wyszło na jaw, ale tymczasem zniknął mąż hrabiny wraz z naszyjnikiem i schronił się w Londynie, zajmując się pokątną sprzedażą klejnotów z wyłudzonego naszyjnika.

## Zakończenie i skutki
W procesie prowadzonym przez Sąd Najwyższy Francji głównym oskarżonym był kardynał de Rohan. Pochodząc z wpływowego rodu, obronił się i tylko hrabina skazana została na chłostę, napiętnowanie i dożywotnie więzienie, z którego po roku uciekła do Anglii. Niezależnie od wyroku sądowego republikańscy wrogowie monarchii nadal głosili, że aferę zainspirowała sama królowa. Ludwik XVI, próbując oczyścić królową z zarzutów, odwołał się do parlamentu, ale ten, będąc wrogi monarchii, podtrzymał fałszywe podejrzenia przeciwko królowej.